# Alexander Golubjow
Alexander Golubjow (* 27. März 1964) ist ein ehemaliger sowjetisch-russischer Skilangläufer.

## Werdegang
Golubjow startete international erstmals bei den Weltmeisterschaften im Februar 1989 in Lahti. Dort errang er den 22. Platz über 15 km Freistil. In der Saison 1989/90 kam er bei vier Weltcupstarts dreimal in die Punkteränge. Dabei erreichte er im Val di Fiemme mit achten Platz über 30 km klassisch seine beste Einzelplatzierung im Weltcup und mit dem 26. Platz im Gesamtweltcup sein bestes Gesamtergebnis. Zudem wurde er im März 1990 beim Weltcup in Vang Dritter mit der Staffel. Seine letzten Weltcuprennen absolvierte er bei den Olympischen Winterspielen 1992 in Albertville. Dort belegte er den 17. Platz über 50 km Freistil und den 14. Rang über 30 km klassisch. Im folgenden Jahr gewann er das Birkebeinerrennet.